# Nick Phipps
Nick Phipps (nacido en Baulkham Hills el 9 de enero de 1989) es un jugador de rugby australiano, que juega de medio melé para la selección de rugby de Australia y, actualmente (2015) para los Waratahs en el Super Rugby.
Su debut con los Wallabies se produjo en un partido contra la selección de rugby de Samoa, celebrado en Sídney el 17 de julio de 2011. En agosto de 2011 Phipps fue seleccionado para formar parte del equipo australiano que jugó la Copa Mundial de Rugby de 2011. Phipps jugó 26 minutos con los Wallabies contra Rusia. Ha formado parte del equipo que ganó la medalla de plata en la Copa Mundial de Rugby de 2015.